# Türkiye 1. Basketbol Ligi 1982-1983
La Türkiye 1. Basketbol Ligi 1982-1983 è stata la 17ª edizione del massimo campionato turco di pallacanestro maschile. La vittoria finale è stata ad appannaggio dell'Efes Pilsen.

## Risultati

### Stagione regolare

#### Gruppo Kırmızı
|    | Squadra                | G  | V  | P  | PF    | PS    | P.ti | Qualificazione |
| -- | ---------------------- | -- | -- | -- | ----- | ----- | ---- | -------------- |
| 1. | Fenerbahçe             | 14 | 14 | 0  | 1.311 | 1.022 | 28   | girone finale  |
| 2. | Beşiktaş               | 14 | 11 | 3  | 1.344 | 1.255 | 25   | girone finale  |
| 3. | İTÜ Istanbul           | 14 | 9  | 5  | 1.308 | 1.257 | 23   | girone finale  |
| 4. | Tofaş SAS              | 14 | 8  | 6  | 1.249 | 1.194 | 22   |                |
| 5. | Galatasaray            | 14 | 6  | 8  | 1.291 | 1.190 | 20   |                |
| 6. | Kolejliler             | 14 | 5  | 9  | 1.091 | 1.128 | 19   |                |
| 7. | Silahlı Kuvvetler Gücü | 14 | 3  | 11 | 1.063 | 1.085 | 17   |                |
| 8. | ODTÜ                   | 14 | 0  | 14 | 1.001 | 1.527 | 14   |                |

#### Gruppo Beyaz
|    | Squadra         | G  | V  | P  | PF   | PS   | P.ti | Qualificazione |
| -- | --------------- | -- | -- | -- | ---- | ---- | ---- | -------------- |
| 1. | Efes Pilsen     | 14 | 12 | 2  | 1338 | 1192 | 26   | girone finale  |
| 2. | Eczacıbaşı      | 14 | 11 | 3  | 1345 | 1063 | 25   | girone finale  |
| 3. | İ.B. Yenişehir  | 14 | 10 | 4  | 1279 | 1149 | 24   | girone finale  |
| 4. | Karşıyaka       | 14 | 10 | 4  | 1261 | 1170 | 24   |                |
| 5. | Oyak Renault    | 14 | 5  | 9  | 1151 | 1242 | 19   |                |
| 6. | Güney Sanayi    | 14 | 5  | 9  | 1111 | 1195 | 19   |                |
| 7. | Çukurova Sanayi | 14 | 3  | 11 | 984  | 1117 | 17   |                |
| 8. | Şekerspor       | 14 | 0  | 14 | 1013 | 1354 | 14   |                |

### Girone qualificazione
|     | Squadra                | G  | V  | P  | PF    | PS    | P.ti | Qualificazione     |
| --- | ---------------------- | -- | -- | -- | ----- | ----- | ---- | ------------------ |
| 1.  | Karşıyaka              | 24 | 18 | 6  | 2.290 | 2.005 | 42   |                    |
| 2.  | Tofaş SAS              | 24 | 13 | 11 | 2.116 | 2.042 | 37   |                    |
| 3.  | Oyak Renault           | 24 | 12 | 12 | 2.109 | 2.056 | 36   |                    |
| 4.  | Güney Sanayi           | 24 | 12 | 12 | 2.028 | 2.037 | 36   |                    |
| 5.  | Galatasaray            | 24 | 12 | 12 | 2.217 | 2.107 | 36   |                    |
| 6.  | Çukurova Sanayi        | 24 | 10 | 14 | 1.797 | 1.820 | 34   |                    |
| 7.  | Kolejliler             | 24 | 10 | 14 | 1.910 | 1.935 | 34   | retrocesse in TBL2 |
| 8.  | Silahlı Kuvvetler Gücü | 24 | 4  | 20 | 1.861 | 1.988 | 28   | retrocesse in TBL2 |
| 9.  | Şekerspor              | 24 | 3  | 21 | 1.823 | 2.241 | 27   | retrocesse in TBL2 |
| 10. | ODTÜ                   | 24 | 1  | 23 | 1.672 | 2.579 | 25   | retrocesse in TBL2 |

### Girone finale
|    | Squadra        | G  | V  | P  | PF    | PS    | P.ti |
| -- | -------------- | -- | -- | -- | ----- | ----- | ---- |
| 1. | Efes Pilsen    | 29 | 26 | 3  | 2.763 | 2.511 | 55   |
| 2. | Fenerbahçe     | 29 | 23 | 6  | 2.658 | 2.345 | 52   |
| 3. | Eczacıbaşı     | 29 | 22 | 7  | 2.614 | 2.204 | 51   |
| 4. | Beşiktaş       | 29 | 16 | 13 | 2.710 | 2.644 | 45   |
| 5. | İ.B. Yenişehir | 29 | 15 | 14 | 2.607 | 2.505 | 44   |
| 6. | İTÜ Istanbul   | 29 | 10 | 19 | 2.704 | 2.861 | 39   |

| Türkiye 1. Basketbol Ligi 1982-1983 |
| ----------------------------------- |
| Efes Pilsen 2º titolo               |

## Formazione vincitrice
| N° | Naz.                   | Ruolo | Sportivo          |  | Alt. |  |
| -- | ---------------------- | ----- | ----------------- |  | ---- |  |
|    | Turchia (bandiera)     |       | Mehmet Döğüşken   |  |      |  |
|    | Turchia (bandiera)     |       | Aytek Gürkan      |  |      |  |
|    | Turchia (bandiera)     |       | Doğan Hakyemez    |  |      |  |
|    | Turchia (bandiera)     |       | Ömürden Kısagün   |  |      |  |
|    | Turchia (bandiera)     |       | Serdar Koçyiğit   |  |      |  |
|    | Turchia (bandiera)     |       | Taner Korucu      |  |      |  |
|    | Stati Uniti (bandiera) |       | Billy Lewis       |  |      |  |
|    | Turchia (bandiera)     |       | Ferhat Oktay      |  |      |  |
|    | Turchia (bandiera)     |       | Necdet Ronabar    |  |      |  |
|    | Turchia (bandiera)     |       | Mehmet Şenova     |  |      |  |
|    | Turchia (bandiera)     |       | Can Sonat         |  |      |  |
|    | Stati Uniti (bandiera) |       | Delbert Yarbrough |  |      |  |
|    | Turchia (bandiera)     | All.  | Rıza Erverdi      |  |      |  |